# Maurice Goldring
Pour les articles homonymes, voir Goldring.
Maurice Goldring, né le 10 janvier 1933 à Lille (Nord) et mort le 30 octobre 2020 à Biarritz (Pyrénées-Atlantiques), est un universitaire, écrivain et responsable communiste français.

## Biographie
Né dans une famille aux sympathies communistes, il entre dans les organisations de jeunesse du PCF durant son adolescence, et adhère au parti à l'âge de 17 ans.
Étudiant en anglais à Paris, il obtient le CAPES et devient professeur au lycée Saint-Louis de Paris, puis au lycée Fénelon. Il adhère alors et milite au sein du SNES. En 1969, il devient assistant, puis maître-assistant, à l'université Paris VIII, alors sise à Vincennes.
Au début des années 1960, il entre au comité de rédaction de la revue La Nouvelle Critique, dirigée par Jean Kanapa jusque-là, et dont la direction est désormais assumée par Guy Besse. Il y publie de nombreux articles sur les questions internationales, et notamment sur le problème irlandais.
Membre du Conseil fédéral du PCF de Paris en 1964, au bureau fédéral de 1964 à 1968, il suit les cours de l'école centrale du parti en 1971.
En 1974, il quitte ses responsabilités militantes pour aller enseigner à la New York University. Il tire de cette expérience la matière de son premier ouvrage Survivre à New York, publié en 1976.
Cette même année 1976 il publie Démocratie Croissance Zéro, ouvrage dans lequel il dénonce un projet qu'aurait selon lui la Commission trilatérale de restreindre la démocratie. La couverture du livre est un télégramme fictif qui joue sur le sensationnalisme.
Proche des positions d'Henri Fiszbin, il participe à la création de Rencontres Communistes Hebdo, puis est exclu du PCF en même temps que les autres partisans des positions de Fiszbin, en 1981.
L'année suivante, il publie, en collaboration avec Yvonne Quilès, ancienne rédactrice en chef de la revue communiste France Nouvelle, Sous le marteau, la Plume, ouvrage qui expose les positions des « modernistes » du parti.
Il se consacre alors cependant essentiellement à l'activité de recherche. Il soutient sa thèse en 1985, publie en 1991 un ouvrage historique sur l'Irlande, Dublin 1904-1924, puis est nommé Professeur d'Université en 1992.
Il continue de publier régulièrement sur la question nord-irlandaise pendant une dizaine d'années, y compris après sa retraite, en 1997.
Politiquement, il suit François Hincker dans son adhésion, en 2002, au Parti Socialiste, tout en cherchant à conserver l'identité politique du petit groupe qu'il tente de fédérer au sein d'un collectif « Du communisme au réformisme ».
En 2004, il publie Les ex-communistes – Éloge de l'infidélité, ouvrage visant à expliquer et justifier son parcours.

## Sources
- Dictionnaire biographique du mouvement ouvrier mouvement social, notice de Jacques Girault